# Brijuni
Brijuni (udtales [brijǔːni]) eller Brijuni-øerne (også kendt som Brionian Islands ; italiensk: Isole Brioni) er en gruppe på fjorten små øer i den kroatiske del af det nordlige Adriaterhav, adskilt fra vestkyst af halvøen Istrien af det smalle Fažana- stræde (også kaldt Fasana-kanalen). Den største ø, Veliki Brijun (også kendt som italiensk: Brioni Grande eller kroatisk: Veli Brijun), (5.6 km2), ligger 2 kilometer ud for kysten. Den næststørste ø er Mali Brijun med et areal på 1,07 km² og tolv meget mindre øer. Øerne er berømt for deres skønne natur, og er et feriested og en kroatisk nationalpark.
Øerne opnåede verdensomspændende berømmelse i 1956 under Brioni-mødet, da de vigtigste ledere af De alliancefrie landes bevægelse mødtes med værten, den jugoslaviske præsident Tito, hvor de vedtog Brioni-erklæringen, der fungerede som grundlaget for den politik, bevægelsen ville følge. En anden begivenhed, der fandt sted på øerne, var Brioni-aftalen fra 1991.

## Historie
Brijuni-øerne blev af de gamle grækere kaldt Pollariae eller Pullariae (Πολλάριαι), og senere blev de kaldt Brioniano.
Brijuni-øerne havde nogle antikke romerske bosættelser, men op til slutningen af det 19. århundrede var det hovedsageligt deres stenbrud, som er blevet arbejdet på i århundreder der gjorde dem interessante. Øerne tilhørte Venedig fra middelalderen, og sten fra øerne blev brugt til at bygge byens paladser og broer. Øerne var under Napoleons korte annektering en del af de illyriske provinser.
I 1815 blev øerne en del af det østrigske imperium, som senere blev til Østrig-Ungarn. I denne periode leverede øernes stenbrud først sten til Wien og Berlin. Med opførelsen af en flådebase i havnen i Pula byggede østrigerne en stærk fæstning, "Fort Tegetthoff", på øen Veliki Brijun, sammen med mindre befæstninger på nogle af de andre.
Den østrig-ungarske flåde forlod fæstningen, og i 1894 købte den wienske forretningsmagnat Paul Kupelwieser hele øgruppen og skabte en eksklusiv badeby. I 1900 inviterede Kupelwieser den berømte mikrobiolog Robert Koch til at udføre sine eksperimenter med udryddelse af malaria på Brijuni. Koch og hans medarbejdere havde succes, og i 1901 blev øen erklæret malariafri.
Paul Kupelwiesers gods blev udbygget med luksushoteller, restauranter, badebyer, et kasino og en lystbådehavn og blev et omdrejningspunkt i det sociale liv på den østrigske riviera. Kupelwieser etablerede også en sejlerregatta, en golfbane og – på grund af den østrigske kulturs opblomstring – forskellige musik- og litteraturarrangementer. Brijuni-øerne blev populære som destination for Wiens overklasse og blev besøgt af medlemmer af den kejserlige familie og andre velhavende europæiske borgerlige og aristokrater. Under 1. verdenskrig havde den østrig-ungarske flåde en ubådsbase her.
I 1918 efter 1.verdenskrig blev Brijuni en del af staten Italien. Karl Kupelwieser, søn af grundlæggeren af godset forsøgte at bevare den tidligere pragt, men efter den økonomiske krise efter krakket i 1929, gik godset konkurs, og Karl begik selvmord. I 1930 blev erhvervede den italienske regering efter konkursen ejerskabet af øerne, og de forblev en del af Italien indtil kapitulationen i 1943.
I 1945 efter Anden Verdenskrig blev Brijuni en del af Jugoslavien, og præsident Marshal Josip Broz Tito gjorde Brijuni-øerne til sin personlige statssommerresidens. Den slovenske arkitekt Jože Plečnik tegnede en pavillon til Tito. Næsten 100 udenlandske statsoverhoveder besøgte Tito på hans øer, sammen med filmstjerner, herunder Elizabeth Taylor, Richard Burton, Sophia Loren, Carlo Ponti og Gina Lollobrigida. Tito døde i 1980, og i 1983 blev øerne erklæret som en nationalpark i Jugoslavien.
I midten af juli 1956 mødtes Egyptens præsident Gamal Abdel Nasser, Indiens premierminister Jawaharlal Nehru og Jugoslaviens præsident Josip Broz Tito her for at diskutere deres modstand mod den kolde krig . Disse ideer udkrystalliserede sig senere til de alliancefrie landes bevægelse. Vijay Prashad har sammenlignet dette møde med Jalta-konferencen. Brijuni-øerne blev oprindeligt anset for at være vært for det første topmøde for den alliancefrie bevægelse, men byen Beograd blev i sidste ende valgt på grund bdre faciliteter. Brijuni var også vært for ministermødet for de alliancefrie Middelhavslande i 1987.
I 1991 opnåede Kroatien uafhængighed og gjorde Brijuni-øerne til et internationalt konferencecenter (se Brioni-aftalen). Fire hoteller på øen Veliki Brijun blev genåbnet, såvel som en safaripark, som rummer dyr der blev givet til Tito, f.eks. to indiske elefanter doneret af Indira Gandhi. Sony, som Tito fik doneret i 1970 som en to-årig kalv, døde i 2010. Den internationale Brijuni Polo-turnering, der går tilbage til Karl Kupelwiesers østrig-italienske Brijuni i 1924, er blevet videreført siden 2004.

## Flora
Det meste af floraen på Brijuni-øernes skærgård har de typiske middelhavskarakteristika. På Veliki Brijun Island er der omkring 600 oprindelige plantearter. Her er cedertræer, bambus og den pyramideformede taks akklimatiseret, mens dværggran gror på Vanga. Der er også meget eksotisk vegetation, som Tito modtog fra udenlandske statsmænd. De vigtigste plantesamfund på øen Veliki Brijun er: Maquis busklandskab, steneg, Laurisilva og nåletræer, som er meget karakteristiske for regionen.
Det er interessant at der på øerne er nogle plantearter, som er blandt de truede plantearter i Istrien (marin valmue, vild agurk, nogle græsarter etc.), som på øerne er ret udbredte og udvikler sig frit. Den mest værdifulde del af øen set fra vegetationssynspunktet strækker sig fra Villa Brijunka i syd.

## Fauna
På grund af den tusindårige tilstedeværelse af mennesker på øgruppen Brijuni, blev dyreverdenen på øerne, især Veliki Brijun, foruden de indfødte arter, beriget med mange indvandrede arter, som ikke er beslægtede med dette habitat, men har tilvænnet sig til det takket være næsten ideelle mikroklimatiske forhold. Inde i parken er der en etnopark, et område i Safariparken, der præsenterer en typisk istrisk gård med dens hjemmehørende dyrearter. Istrisk okse (en efterkommer af urokserne), istriske får, æsler og geder. Det er tænkt både som levested og præsentation af husdyr i Istrien.
Derudover blev chitalhjortene, dådyrene og muflonerne indført til øen Veliki Brijun i begyndelsen af det 20. århundrede. Deres antal steg i de følgende årtier og de kan ses strejfe frit rundt på øen.
De hjemmehørende fugle er ret godt repræsenteret. Nogle af de mindre øer er fremragende levesteder, hvor måger og lille stormsvale yngler, samt nogle sjældne slægter af skarver. Brionian-øerne er også vigtige sæsonbestemte levesteder for nordlige fuglearter, og den mest interessante er lokaliteten Saline. Det er et meget fugtigt område med tre sumpede søer med et indhegnet areal på på 3,2 hektar for at skabe et ornitologisk reservat. Den største sø er bevokset med siv og er et godt rugested for adskillige fuglearter.
På øen er der også en safaripark, den er hjemsted for en række eksotiske dyr, som blev givet til parken som gaver fra diplomatiske partnere. Nilgai, zebu og asiatisk elefant blev doneret som en gave fra Indien, almindelig zebra og bjergzebra blev givet af Ahmed Sékou Touré fra Guinea, vandbukke kom fra Etiopien.
Havet omkring Brijuni-øgruppen er vigtige udklækningsområder og repræsentative havparker for de typiske marine organismer i det nordlige Adriaterhav. Af de marine organismer, der er beskyttet af loven om miljøbeskyttelse i Brijunis farvande, kan du finde penneskallen og daddelskallen. Havskildpadder og delfiner, kan også nogle gange ses i Brijunis farvande. Der er også nogle endemiske arter som den blæretang, alger og sækdyret, Jadranski ciganin.

## Andet
Det italienske tøjfirma Brioni er opkaldt efter det italienske navn for øerne.
James Joyce fejrede sin 23-års fødselsdag på Veliki Brijun den 2. februar 1905